# 阮福綿富
阮福綿富（越南语：／，1817年2月28日—1885年4月15日），越南阮朝明命帝第八子，生母宮人陳氏嚴。
嘉隆十六年正月十三日（1817年2月28日），阮福綿富在順化皇城出生。年少時為人驕縱貪玩，經常拍家僕當街騎馬踏人，有時造成死傷。明命帝知道後，非常生氣，下令褫奪他的冠服，不准和其他皇子並列，每次見阮福綿富都直呼其名。後來阮福綿富知道悔過，明命帝才重新發還他的冠服，但仍不准上朝議事。紹治元年（1841年），紹治帝才允許阮福綿富跟隨上朝。嗣德五年（1852年）二月，受封為符美郡公（越南语：／）。嗣德三十五年（1882年），阮福綿富帶人歌唱，引來外國人圍觀，後此事被人察舉，嗣德帝下令降阮福綿富為畿內侯。翌年恢復原爵。咸宜元年二月二十八日（1885年4月15日），阮福綿富去世，壽六十九歲，賜諡恭亮。葬於承天府香水縣野犁總清水社，在香茶縣富春總春陽社建祠祭祀。

## 子女
阮福綿富有13子8女。後裔按御賜食字部起名。
- 子阮福洪䭢，襲封符美亭侯。